# Christian Pander
Christian Pander (ur. 28 sierpnia 1983 w Münsterze) – niemiecki piłkarz występujący na pozycji obrońcy w Hannover 96.
Swoją karierę rozpoczynał w roku 1992 w SC Nienberge. Następnie występował w 1. FC Gievenbeck, SC Greven 09 i SC Preußen Münster, skąd w roku 2001 trafił do FC Schalke 04. Dwa lata później zaczął występować w zespole rezerw tego klubu. Po ponad trzydziestu rozegranych spotkaniach w tym zespole, w 2004 roku włączony został do pierwszej drużyny. W Bundeslidze zadebiutował 6 sierpnia tego samego roku w spotkaniu z Werderem Bremą. Pierwszą bramkę zdobył natomiast 18 września w meczu z Borussią Mönchengladbach. W Schalke Pander dotychczas zaliczył ponad 70 ligowych występów oraz zdobył pięć bramek.
Od sezonu 2011/2012 zawodnik drużyny Hannover 96.
W sierpniu 2007 roku Pander zadebiutował w reprezentacji narodowej w meczu z Anglią. W tym spotkaniu zdobył także bramkę. W barwach narodowych zaliczył łącznie dwa występy.